# Cavalleria lleugera

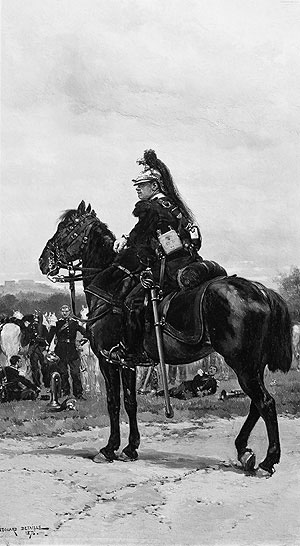
Cavalleria lleugera: dragó francès a cavall. Pintura de 1876

La cavalleria lleugera són les tropes muntades que feblement protegides i armades, destaquen per la seva velocitat, en contraposició amb la cavalleria pesant, la qual estava generalment fortament armada i protegida. Les tropes de cavalleria lleugera s'empraven per a missions de reconeixement, escaramusses i assalts i solien estar armades amb llança, espasa, arc i posteriorment amb pistola.
Va ser emprada en l'antiga Grècia, la República i l'Imperi Romà, per atacs en flancs i rereguarda tot i que s'empraven soldats auxiliars muntats. Tàcit descriu aquest tipus de força en la seva obra Annals. Per contra, les hordes de guerrers procedents de l'interior d'Àsia empraven molt sovint aquest tipus de forces. Els huns, turcs, mongols i hongaresos es van convertir en uns temibles adversaris per als soldats procedents d'Europa.
Amb el declivi del feudalisme i la cavalleria pesant a Europa, la cavalleria lleugera va deixar de ser arquers a cavall per començar a equipar-se amb armes de foc i utilitzar-se de manera massiva en els exèrcits de les principals potències d'Occident com a caçadors de cavalleria (chasseurs à cheval), hússars, dragons, llancers (o ulans), i cossos nacionals específics, com els cosacs ucraïnesos i russos.
Franz von Suppé, compositor austrohongarès, va crear una opereta amb el títol de Cavalleria lleugera (Leichte Kavallerie), estrenada el 21 de març de 1866 al Carltheater de Viena.